# Кикишівська сільська рада
Кикишівська сільська рада — колишня адміністративно-територіальна одиниця та орган місцевого самоврядування у Бердичівському районі Бердичівської округи, Вінницької і Житомирської областей Української РСР з адміністративним центром у селі Кикишівка.

## Населені пункти
Сільській раді на час ліквідації були підпорядковані населені пункти:
- с. Кикишівка

## Населення
Відповідно до перепису населення СРСР, станом на 17 грудня 1926 року, чисельність населення ради становила 830 осіб, з них, за статтю: чоловіків — 402, жінок — 428; етнічний склад: українців — 818, росіян — 12. Кількість господарств — 215, з них, несільського типу — 3.

## Історія та адміністративний устрій
Створена 14 листопада 1925 року, відповідно до рішення ЦАТК (протокол засідання № 21), в с. Кикишівка Бердичівського району Бердичівської округи. 15 червня 1926 року на обліку числяться хутір Кикишівський та сільськогосподарський колектив «Поступ». 15 вересня 1930 року, відповідно до постанови ВУЦВК та РНК УСРР «Про ліквідацію округ та перехід на двоступеневу систему управління», внаслідок ліквідації Бердичівського району, сільську раду передано в підпорядкування Бердичівської міської ради. 28 червня 1939 року, відповідно до указу Президії Верховної ради Української РСР «Про утворення Бердичівського сільського району Житомирської області», сільську раду включено до складу відновленого Бердичівського району Житомирської області.
Станом на 1 вересня 1946 року сільська рада входила до складу Бердичівського району Житомирської області, на обліку в раді перебувало с. Кикишівка.
Ліквідована 11 серпня 1954 року, відповідно до указу Президії Верховної ради Української РСР «Про укрупнення сільських рад по Житомирській області», територію ради та с. Кикишівка приєднано до складу Терехівської сільської ради Бердичівського району Житомирської області.